# Phí (họ)
Phí là một họ của người thuộc  vùng Văn hóa Đông Á Họ này có mặt ở Việt Nam và Trung Quốc (chữ Hán: 費, Bính âm: Fei).

## Họ Phí tại Việt Nam
Dòng họ Phí tại Việt Nam là một dòng họ có lịch sử từ lâu đời, không phải là hậu duệ của bất cứ dòng họ nào trong lịch sử. Ngoài ra, một số chi họ khác có gốc gác từ họ Phí như họ Bùi ở Thái Bình và Hà Tĩnh (thủy tổ là Phí Mộc Lạc/Bùi Mộc Đạc) và họ Lê Quốc ở Thái Bình và Thanh Hóa (thủy tổ là Bùi Quốc Hưng/Lê Quốc Hưng, cháu nội Phí Mộc Lạc/Bùi Mộc Đạc), họ Nhâm ở Thái Bình, họ Nguyễn Phí ở Hải Dương, họ Hà ở Vĩnh Phúc... Bộ " Bùi thị gia phả" của họ Bùi gốc Phí ở Đức Thọ Hà Tĩnh được Giáo sư Sử học Phan Huy Lê đánh giá là bộ gia phả cổ nhất của Hà Tĩnh, được viết dưới thời Lê Thánh Tông.
Đã có gần 100 nhân vật họ Phí được lịch sử phong kiến Việt Nam ghi lại, trong đó có 02 vị là Thượng thư, 09 vị đã đỗ tiến sĩ trong các triều đại phong kiến.
Nhiều danh nhân họ Phí được ghi trong chính sử của Việt Nam từ thời kỳ dựng nước đến thời kỳ giữ nước và công cuộc đổi mới ngày nay. Tiêu biểu trong thời kỳ dựng nước có: Phí Yêm làm quan Thứ sử Giao Châu từ năm 457 đến năm 465; Phí Sùng Đức được vua Lê Đại Hành cử sang sứ nhà Tống năm Giáp Ngọ (994). Phí Xa Lỗi có công phò tá Lý Công Uẩn lên ngôi nên Cảnh Thụy năm thứ 2-1009, Lý Thái Tổ vừa lên ngôi một ngày đã phong Phí Xa Lỗi làm Tả Kim Ngô (Quan Võ); Phí Hoàn là danh nhân Phật giáo nhà Lý; Phí Công Tín lập nhiều công lao được vua nhà Lý ban quốc tính cho đổi sang thành họ Lý, gọi là Lý Công Tín. Đại Việt sử ký toàn thư chép rằng ông làm đến chức Thiếu Bảo, đến năm Mậu Dần, ông đổi lại họ Phí.
Trong các cuộc kháng chiến chống ngoại xâm trong lịch sử dân tộc Việt Nam, họ Phí có rất nhiều đóng góp. Chỉ tính riêng trong 2 cuộc chiến tranh Đông Dương, họ Phí đã thống kê được hàng trăm liệt sĩ, hàng chục bà mẹ Việt Nam anh hùng, hàng ngàn quân nhân tham gia hai cuộc kháng chiến của dân tộc.
Hiện có hơn 50 sĩ quan cao cấp, hàng trăm tiến sĩ khoa học... trong đó, có thể kể đến: Thiếu tướng Phí Triệu Hàm, nguyên Phó Tư lệnh kiêm chính ủy quân khu Thủ đô; Thiếu tướng Phí Văn Hải – Phó Tư lệnh binh chủng Tăng Thiết Giáp, Phó Tư lệnh quân đoàn 21; Trung tướng Phí Quốc Tuấn – Tư lệnh Quân khu Thủ đô; Ông Phí Thái Bình – Phó Chủ tịch UBND TP Hà Nội (nguyên Chủ tịch HĐQT Tổng công ty Vinaconex), GS.TS Phí Văn Lịch – Vụ trưởng Vụ Tổ chức Ủy ban Khoa học Kỹ thuật Nhà nước, Phí Văn Chỉ, Vụ trưởng Ban Tổ chức Trung ương, Phí Văn Điển- Phó TBT Báo Nông nghiệp Việt Nam, Ủy viên Ban chấp hành Hội Khoa học Phát triển Nông thôn Việt Nam, Phó Tổng biên tập Tạp chí Khoa học Phát triển Nông thôn Việt Nam.
Những sưu tầm, nghiên cứu về dòng họ Phí theo đánh giá của GS Sử học Đinh Xuân Lâm và GS Hán Nôm Phan Văn Các: Họ Phí "không chỉ làm lịch sử cho dòng họ, mà còn làm lịch sử cho đất nước".
Ngày 17 – 11 – 2012, Hội đồng Phí tộc Việt Nam (HĐPTVN) đã tiến hành đại hội đại biểu lần thứ hai, nhằm tổng kết nhiệm kỳ I, bầu ra Ban Chấp hành HĐPTVN nhiệm kỳ II. Hơn 200 đại biểu của 81 chi họ trong dòng họ Phí Việt Nam đã về dự. Ông Phí Văn Chiến được bầu là Chủ tịch HĐPTVN nhiệm kỳ II. Ông Phí Văn Đấu được bầu là Phó Chủ tịch Thường trực phụ trách Tổ chức – Hành chính và Tổng hợp.
Nhiều tài liệu chính thống của dòng họ Phí hiện do ông Phí Văn Chiến – Chủ tịch Hội đồng Phí tộc Việt Nam đang lưu giữ.

### Một số nhân vật nổi bật
- Phí Công, vị tướng nhà Đinh có công giúp Đinh Bộ Lĩnh đánh dẹp 12 sứ quân thế kỷ X.
- Phí Xa Lỗi, Tả Kim Ngô (Quan Võ) thời Lý Thái Tổ
- Phí Công Tín, đại thần thời Lý Thần Tông, Lý Anh Tông
- Phí Hoàn, danh nhân Phật giáo nhà Lý
- Phí Mộc Lạc, sau được vua Trần Anh Tông đổi tên thành Bùi Mộc Đạc, danh thần đời Trần
- Phí Triệu Hàm, Thiếu tướng, nguyên Phó Tư lệnh kiêm Chính ủy Quân khu Thủ đô
- Phí Văn Hải, Thiếu tướng, Phó Tư lệnh binh chủng Tăng Thiết Giáp, Phó Tư lệnh quân đoàn 21
- Phí Thái Bình, Phó Chủ tịch UBND thành phố Hà Nội, Chủ tịch HĐQT Tổng công ty Vinaconex, nổi tiếng về vụ 19 lần vỡ đường ống nước sông Đà.[1]
- Phí Quốc Tuấn, Trung tướng, Tư lệnh Quân khu Thủ đô
- Phí Văn Lịch, PGS.TS Vụ trưởng Vụ Tổ chức Ủy ban Khoa học Kỹ thuật Nhà nước
- Phí Văn Chỉ, Vụ trưởng Ban Tổ chức Trung ương
- Phí Văn Điển, Phó TBT Báo Nông nghiệp Việt Nam, Ủy viên Ban chấp hành Hội Khoa học Phát triển Nông thôn Việt Nam, Phó Tổng biên tập Tạp chí Khoa học Phát triển Nông thôn Việt Nam.
- Phí Trường Thành, PGS,TS Trưởng khoa Địa chất, trường Đại học Tài nguyên Và Môi trường Hà Nội.
- Phí Tiến Sơn, NSƯT - đạo diễn truyền hình
- Phí Minh Long, cầu thủ bóng đá, thành viên của Câu lạc bộ bóng đá Hà Nội
- Phí Phương Anh, quán quân The Face Vietnam - Gương Mặt Thương Hiệu mùa 1 - 2016, là thành viên team Hồ Ngọc Hà
- Phí Quỳnh Anh, nghệ danh Quỳnh Anh Shyn, diễn viên
- Tuấn Tiền Tỉ có tên thật là Phí Anh Tuấn, là một bình luận viên hàng đầu của AOE Việt Nam. Anh gây ấn tượng với sự hoạt ngôn, hài hước, và am hiểu sâu về AOE. Anh còn được người hâm mộ AOE gọi với danh hiệu "Linh hồn của AOE Việt Nam".

## Thông tin thêm
Ngọc phả của Tả tướng Thủy quân Phật Nguyệt, Tổng Trấn hồ Động Đình, Bà là một trong nhiều nữ tướng của Hai Bà Trưng. Bà có mẹ đẻ là người họ Phí. Điều này chứng tỏ, vào những năm đầu thế kỷ thứ nhất của Công Nguyên đã có họ Phí của Việt Nam (khác với nhánh họ Phí từ Trung Quốc sang vào thế kỷ V của Công Nguyên). Hiện nay vẫn còn lưu giữ Thần tích, thần sắc, Ngọc phả của Bà. Bà đang được nhân dân ở ba xã của huyện Thanh Ba – Phú Thọ thờ cúng với những lễ nghi của tổ tiên họ Phí.
Một nhánh lớn của họ Bùi có xuất phát từ họ Phí: Bùi Mộc Đạc là một danh thần đời nhà Trần, vốn tên thật là Phí Mộc Lạc nhưng vì vua Trần Nhân Tông cho là Mộc Lạc là tên xấu, mang điềm chẳng lành (Mộc Lạc trong tiếng Hán nghĩa là cây đổ, cây rụng) nên vua đổi tên Phí Mộc Lạc thành Bùi Mộc Đạc với nghĩa Mộc Đạc là cái mõ đánh vang. Trong quá trình làm quan, Bùi Mộc Đạc được ghi nhận làm việc hết sức tận tụy, công minh, đem lại nhiều điều lợi cho nhân dân, hiến nhiều kế hay cho triều đình, nổi tiếng trong giới nho học, sách Đại Việt sử ký toàn thư ghi nhận "Sau này, người họ Phí trong cả nước hâm mộ danh tiếng của Mộc Đạc, nhiều người đổi làm họ Bùi". Đến nay giữa họ Bùi và họ Phí thường có quan hệ hữu hảo tốt đẹp với nhau là vì thế. Chắt nội Bùi Mộc Đạc là Bùi Quốc Hưng là người tham gia hội thề Lũng Nhai và cuộc khởi nghĩa Lam Sơn. Sau khi Lê Lợi lên ngôi, phong ông là Nhập nội Thiếu úy, tước Hương thượng hầu, sau thăng Nhập nội Tư đồ, được vua ban Quốc tính họ Lê, nên đổi là Lê Quốc Hưng. Bộ " Bùi thị gia phả" của họ Bùi gốc Phí ở Đức Thọ Hà Tĩnh được Giáo sư Sử học Phan Huy Lê đánh giá là bộ gia phả cổ nhất của Hà Tĩnh, được viết dưới thời Lê Thánh Tông. Theo gia phả của chi họ Bùi gốc Phí ở Nam Sách (Hải Dương) thì một trong số hậu duệ của Bùi Mộc Đạc là Bùi Thị Hý là tổ nghề của làng gốm Chu Đậu nổi tiếng. Bà Bùi Thị Hý được thờ làm tổ nghề của làng gốm Chu Đậu.

## Họ Phí tại Trung Quốc
1. Bắt nguồn tử họ Cơ, Xuân Thu thời kỳ Cháu trái của Lỗ Ý công phong ở đất Phí nên lấy Phí làm họ.
2. Bắt nguồn tử họ Cơ, Xuân Thu thời kỳ Hậu duệ của Lỗ Hoàn công phong ở đất Phí nên lấy Phí làm họ.
3. Bắt nguồn từ họ Tử hậu duệ của Hạ Vũ.

### Một số nhân vật nổi bật của họ Phí tại Trung Quốc
- Phí Tuấn Long, nhà du hành vũ trụ Trung Quốc
- Phí Y (còn gọi là Phí Vĩ), thừa tướng nước Thục Hán thời Tam Quốc
- Phí Ngọc Thanh, nam ca sĩ và người dẫn chương trình người Đài Loan
- Phí Khải Minh, sinh ngày 16 tháng 9 năm 1996 là  ca sĩ, diễn viên có nguyên quán thành phố cấp huyện Trang Hà, địa cấp thị Đại Liên, tỉnh Liêu Ninh, Trung Quốc.
- Phí Thấm Nguyên: nữ ca sĩ thành viên nhóm SNH48.